# Dieppe, Novi Brunswick
Dieppe je mesto, ki se nahaja v okrožju Westmorland (Novi Brunswick, Kanada).